# Shorea johorensis
Shorea johorensis är en tvåhjärtbladig växtart som beskrevs av Foxworthy. Shorea johorensis ingår i släktet Shorea och familjen Dipterocarpaceae. Inga underarter finns listade i Catalogue of Life.